# Jan Snoek
Jan Snoek (La Haia, 15 de novembre de 1896 - Ídem, 11 de gener de 1981) va ser un ciclista neerlandès que es va especialitzar en la pista. Fou professional entre 1919 i 1929, i va guanyar una medalla de plata al Campionat del món de Mig fons de 1925 darrere del francès Robert Grassin.

## Palmarès
- 1919
  -  Campió dels Països Baixos en Mig Fons
- 1921
  -  Campió dels Països Baixos en Mig Fons
- 1924
  -  Campió dels Països Baixos en Mig Fons
- 1925
  -  Campió dels Països Baixos en Mig Fons
- 1927
  -  Campió dels Països Baixos en Mig Fons
- 1928
  -  Campió dels Països Baixos en Mig Fons